# Tärning

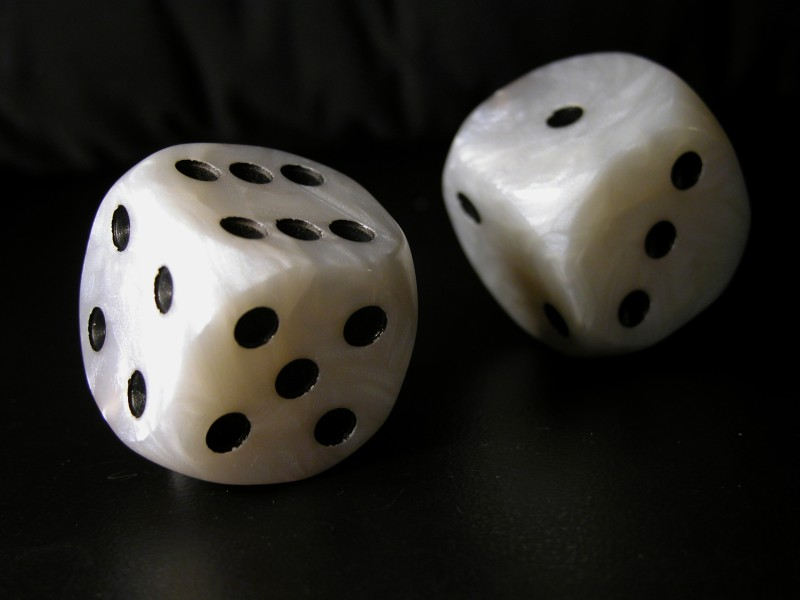
Två sexsidiga tärningar.

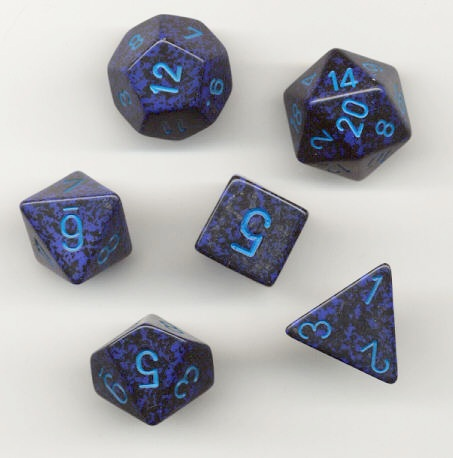
En uppsättning tärningar med 4, 6, 8, 10, 12 och 20 sidor.

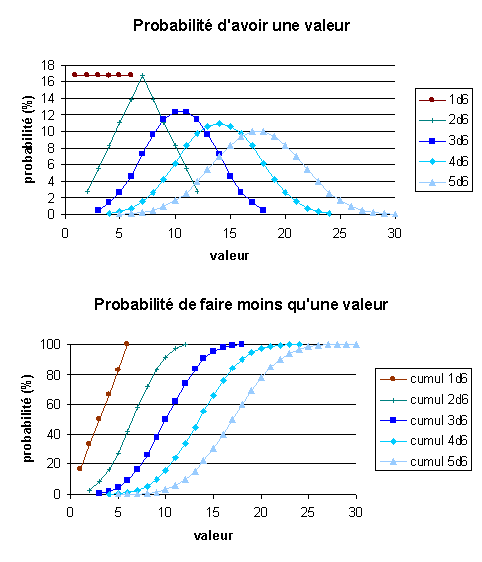
Ett diagram över vilka tal som är lättast att få, med 1, 2, 3 eller 4 T6:or.

En tärning är ett vanligt spelredskap som används för att generera slumptal eller andra slumpade utfall. Tärningar är ofta gjorda av plast, metall eller trä, och formade som någon av de platonska kropparna med kuben som den absolut vanligaste typen. Fördelen med de platonska kropparna är att alla sidor blir lika stora och har därmed i princip lika stor chans att komma upp. På grund av att många tärningar har hål i sig, samt att man håller dem olika när man kastar så är sidan tärningen landar på inte helt slumpmässig. Sidorna numreras vanligen från  (eller 1) och uppåt. Ett tärningskast som utförs på ett oregelmässigt sätt (t.ex. att tärningen hamnar på golvet) föranleder omkast i långt de flesta spel.
I spelsammanhang (speciellt rollspel) benämns ofta tärningar med ett stort T följt av antalet sidor på tärningen. Antalet tärningar som ska slås anges först. Exempelvis 2T6 innebär då att man ska slå två 6-sidiga tärningar och addera resultatet.

## Historik

Paschier Joostens, De Alea, 1642

Tärningar tillverkade av djurben från omkring 3000 år före vår tideräkning har hittats i vissa delar av Pakistan och Iran. Tärningsspel var populärt bland antikens romare och det finns även tecken på att tärningar manipulerades. Enligt Suetonius biografi ska Julius Caesar ha sagt "alea iacta est" (tärningen är kastad) när han sände iväg sin armé för att erövra makten i Rom. Uttrycket betyder att det inte finns någon återvändo.

## Olika typer av tärningar

### Fyrsidig tärning
Den fyrsidiga tärningen (T4) har formen av en tetraeder (en pyramid med triangelformad bas).
Tärningen är unik för att det är den enda standardtärningen som man inte läser av på en övre sida som är parallell med underlaget. Istället läser man den enda siffran som är rättvänd vilket antingen är i toppen eller basen beroende på hur tärningen är utformad. Fyrsidiga tärningar används främst i rollspel.
På grund av sin storlek, form och den smärta det innebär att råka trampa på en tärning som fallit till golvet liknas de fyrsidiga tärningarna emellanåt vid fotanglar.

### Sexsidig tärning

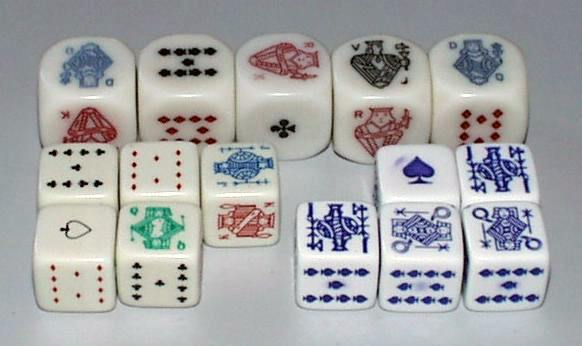
Tre olika uppsättningar pokertärningar.

Den sexsidiga tärningen (T6) har formen av en kub och är den absolut vanligaste typen av tärning och används ofta i vanliga sällskapsspel. Tärningen är formad som en kub där sidorna är markerade med en till sex tärningsögon () eller, mer sällsynt, siffrorna 1 till 6. Numreringen är oftast utförd så att summan av två motstående sidor blir 7:  och  är på motsatta sidor, likaså  och  samt  och .
I tärningspoker och ett antal andra liknande spel används företrädesvis speciella pokertärningar. På dessa är prickarna ersatta av spelkortssymbolerna ess, kung, dam, knekt, 10 och 9. Med hjälp av tärningarna, som alltid förekommer i uppsättningar om fem stycken, kan kombinationer bildas som efterliknar olika pokerhänder.
Esset är oftast utformat som ett spaderess (på franska pokertärningar förekommer dock ett klöveress), medan tian och nian traditionellt utgörs av ruter tio respektive spader nio. Att olika kortspelsfärger är avbildade saknar helt betydelse, eftersom det är valörerna som är avgörande. Kungar, damer och knektar brukar vara återgivna i olika kulörer för att lättare skiljas åt.
Så kallade "Fudge-tärningar" (för rollspelet Fudge) saknar siffror och har i stället plus, minus och blank på sidorna.
Företaget West End Games har ett rollspelssystem som kallas T6-systemet vilket bland annat användes i Stjärnornas Krig - Rollspelet innan licensen övertogs av Wizards of the Coast. Systemet beräknar färdighetsvärden i antal T6 man får slå.

### Åttasidig tärning
Den åttasidiga tärningen (T8) har formen av en oktaeder (två pyramider med kvadratisk bas med baserna mot varandra).

### Tiosidig tärning

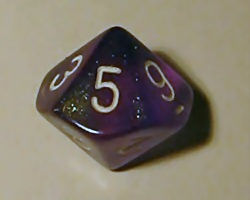
Tiosidig tärning.

Den tiosidiga tärningen (T10) har en komplicerad form bestående av tio oregelbundna tetragoner och är vanligen numrerad 0 till 9. Med två tiosidiga tärningar, en för tiotal och en för ental, slås tärningsslaget T100 vars värde ligger i intervallet 0 till 99.
Den tiosidiga tärningen är vanlig i rollspel. Det finns ett regelsystem för rollspel som kallas T10-systemet och är utvecklat av Rävsvans förlag. T10-systemet används bland annat i rollspelet Västmark.

### Tolvsidig tärning
Den tolvsidiga tärningen (T12) har formen av en dodekaeder, ett kantigt klot där varje sida är en pentagon. Summan av motstående fält är 13.
Den tolvsidiga tärningen är vanlig i rollspel.

### Tjugosidig tärning

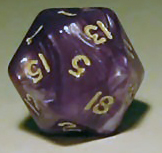
En T20.

Den tjugosidiga tärningen (T20) har formen av en ikosaeder, ett kantigt klot där varje sida är en triangel. Summan av de motstående sidorna är 21. Ibland förekommer dock numrering 0-9 två gånger eller 00-90 två gånger, i stället för en tiosidig tärning.
Den tjugosidiga tärningen är vanlig i rollspel.
Den tjugosidiga tärningen används även i samlarkortspelet Magic The Gathering för att markera hur mycket liv varje spelare har kvar. Dessa tärningar brukar dock vara annorlunda i sin design än vanliga tärningar; bland annat brukar siffrorna vara i sifferordning, och i stället för nummer 20 används olika symboler som exempelvis en stiliserad lotusblomma.
Företaget Wizards of the Coast har tagit fram d20-systemet, ett regelsystem som baseras på slag med en tjugosidig tärning. d20-systemet används bland annat i företagets eget Dungeons & Dragons men också i en rad fristående rollspel, tack vare en licens som gör det möjligt för vem som helst att skapa en T20-kompatibel produkt.

### Andra tärningstyper
Det förekommer också mer udda tärningstyper såsom tärningar med till exempel 3, 5, 7, 14, 24, 30, 50 eller 100 sidor liksom vanliga tärningar med annan numrering eller andra symboler. Vanligtvis är de ovanliga tärningarna förknippade med specifika spelsystem (som till exempel Fudge). Det går att tillverka en tärning med valfritt antal sidor genom att fasa av en cylinder på ett sådant sätt att den får rätt antal sidor. Ändarna bör då rundas av så att den aldrig blir stående på änden.

### Speciella tärningsslag
- T2 kan slås med en fyrsidig tärning, dividera resultatet med två och avrunda uppåt.
- T2 kan slås med en sexsidig tärning, dividera resultatet med tre och avrunda uppåt.
- T3 kan slås med en sexsidig tärning, dividera resultatet med två och avrunda uppåt.

## Spel med tärningar som enda eller huvudsakliga spelredskap
- Blufftärningspoker - sällskapsspel/hasardspel
- Bunco - sällskapsspel
- Cacho - sällskapsspel
- Cee-lo - hasardspel
- Craps - hasardspel/kasinospel
- Drop dead - sällskapsspel
- Ge och ta - sällskapsspel
- General - sällskapsspel
- Inverted Dice - sällskapsspel
- Kismet - sällskapsspel
- Klocka och hammare - sällskapsspel
- Lusen - sällskapsspel
- Macao - sällskapsspel
- Martinetti - sällskapsspel
- Maxi Yatzy - sällskapsspel
- Lyckohuset - sällskapsspel
- Perudo - sällskapsspel
- Pig - sällskapsspel
- Raffel - hasardspel
- Sekvenser - sällskapsspel
- Shut the box - sällskapsspel/hasardspel
- Sic bo - hasardspel/kasinospel
- Skeppet och besättningen - sällskapsspel/hasardspel
- Slam - sällskapsspel/hasardspel
- Threes - hasardspel
- Tärningsfortuna - sällskapsspel/hasardspel
- Tärningspoker - sällskapsspel/hasardspel
- Yacht - sällskapsspel
- Yamb - sällskapsspel
- Yatzy - sällskapsspel
- 421 - sällskapsspel
- 10 000 - sällskapsspel

## Galleri

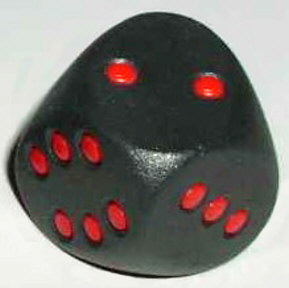
Annorlunda formad T6.
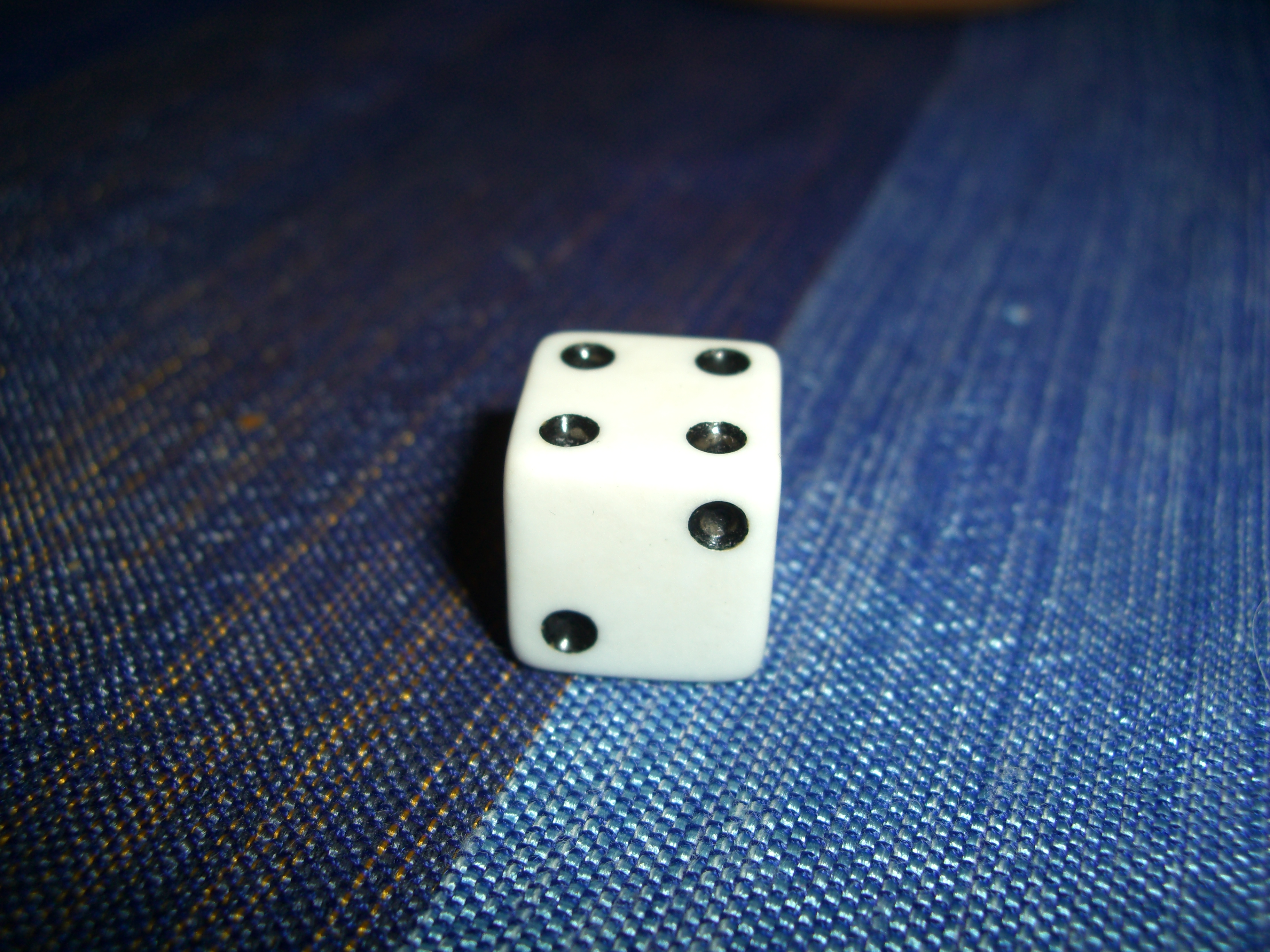
En sexsidig tärning.
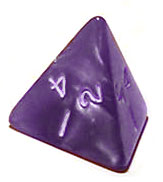
En T4.
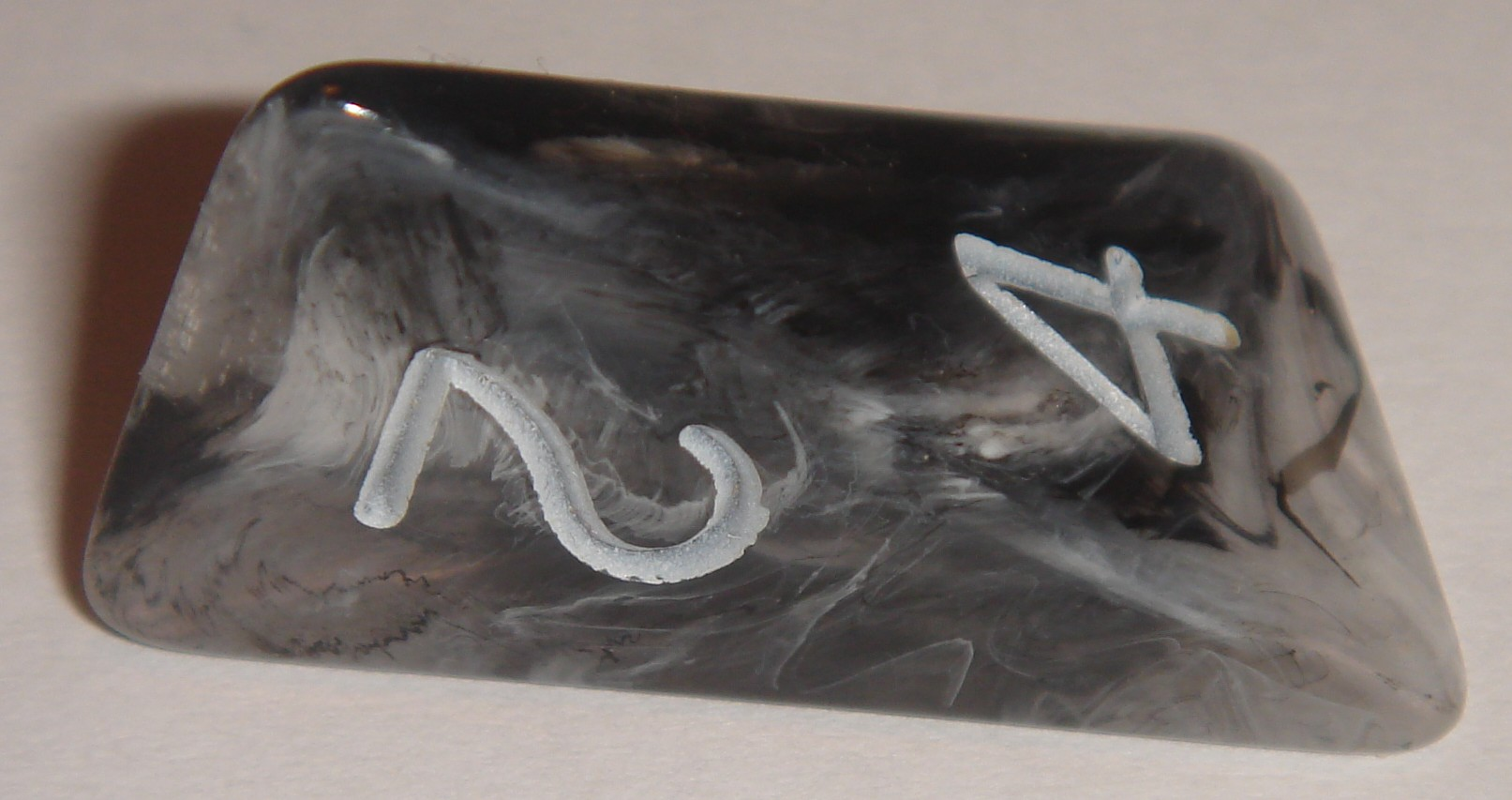
En annorlunda T4.
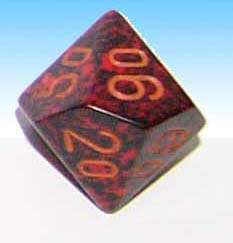
Tiosidig tärning med tiotal. Tillsammans med en T10, kan den användas som en T100.
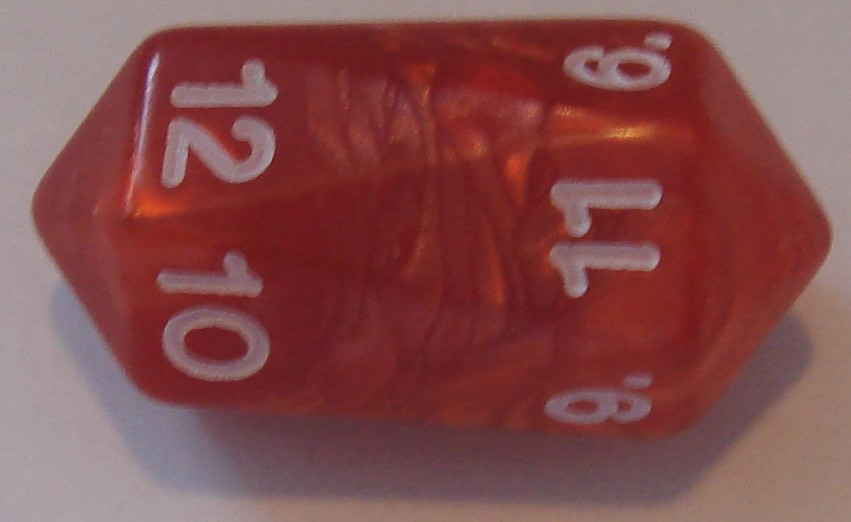
En ovanlig T12:a.
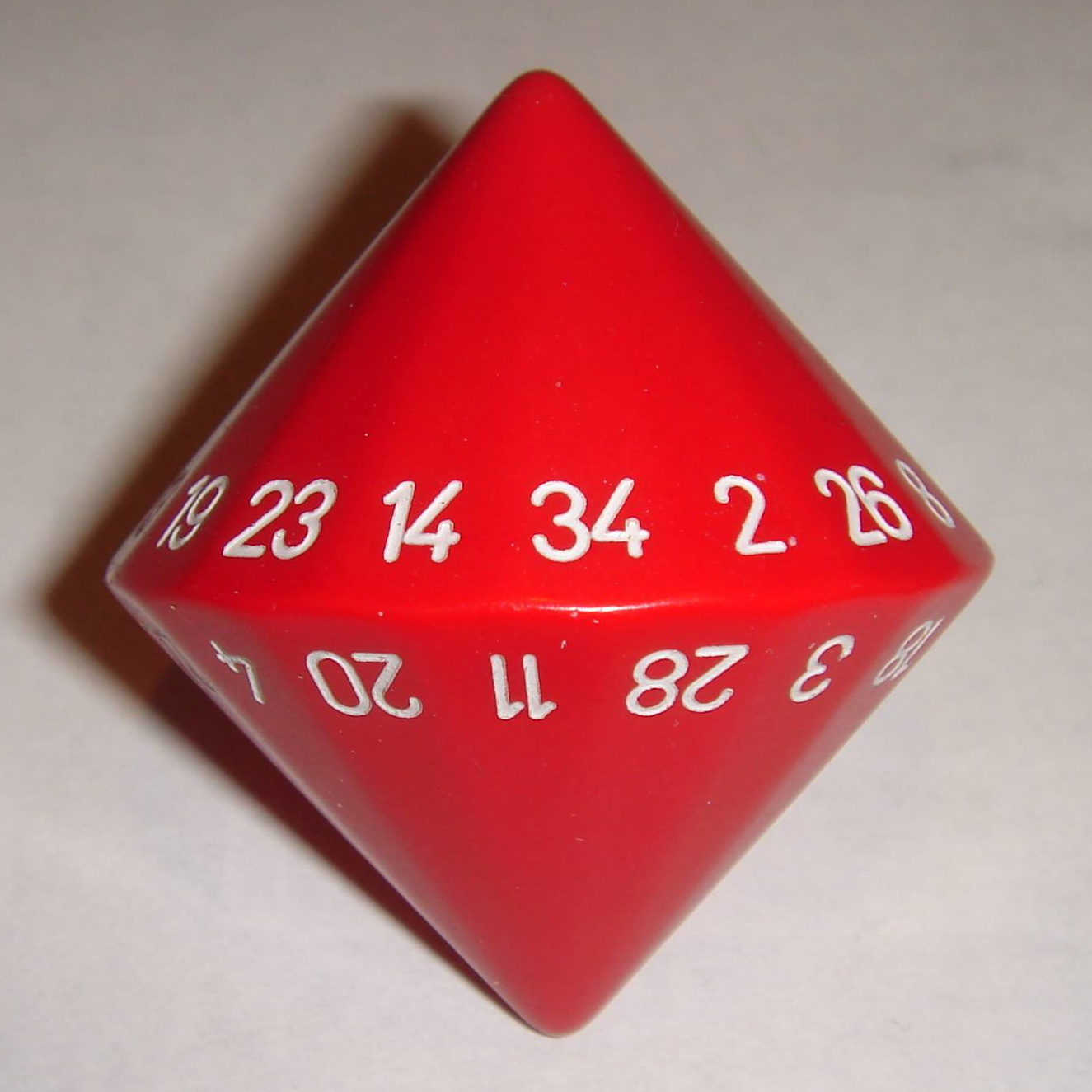
T34:or är ovanliga.
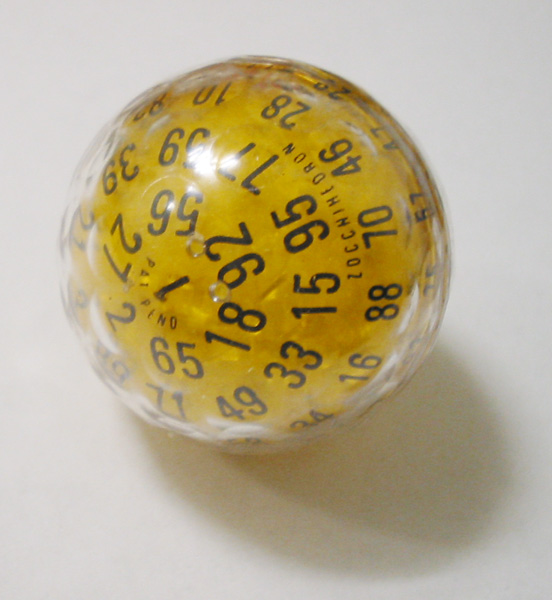
En T100.
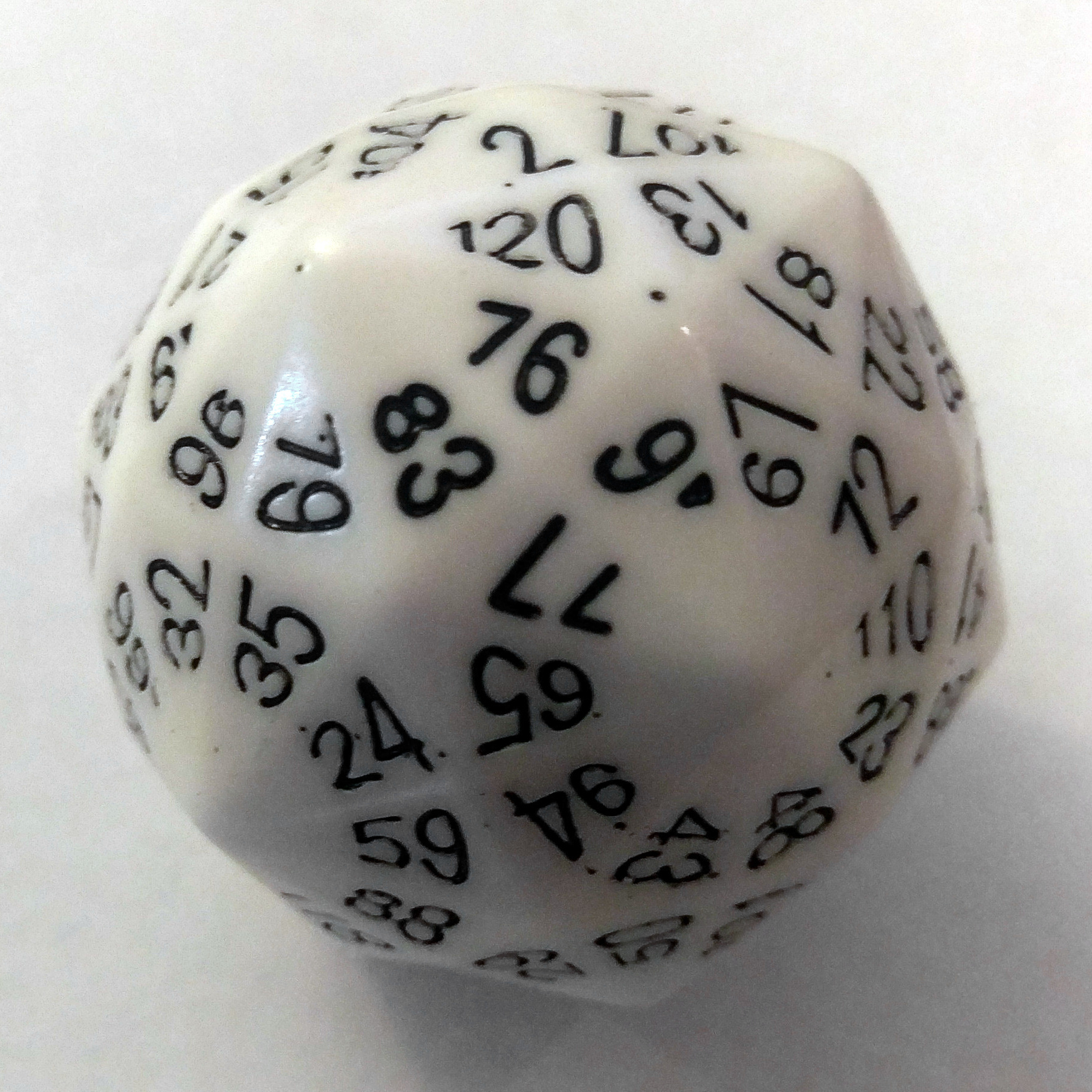
En T120.